# Bedevaartskerk van Vens
De Bedevaartskerk van Onze Lieve Vrouw en heilige Sebastiaan (Duits: Wallfahrtskapelle Unsere Liebe Frau und Hl. Sebastian) is een rooms-katholieke kapel in het Ortsteil Vens in Vandans in de Oostenrijkse deelstaat Vorarlberg.

## Bouw
Ter ere van Onze Lieve Vrouw en Sint-Sebastiaan liet een zekere Anna Planggin in 1613 de kapel bouwen. Destijds woede in het dorp de pest, waaraan binnen enkele maanden 180 inwoners stierven. De stichtster deed de gelofte een kapel te bouwen als de Zwarte Dood tot staan werd gebracht. Na de verhoring van haar gebeden loste Anna Planggin met de bouw van de kapel haar gelofte in.

## Beschrijving

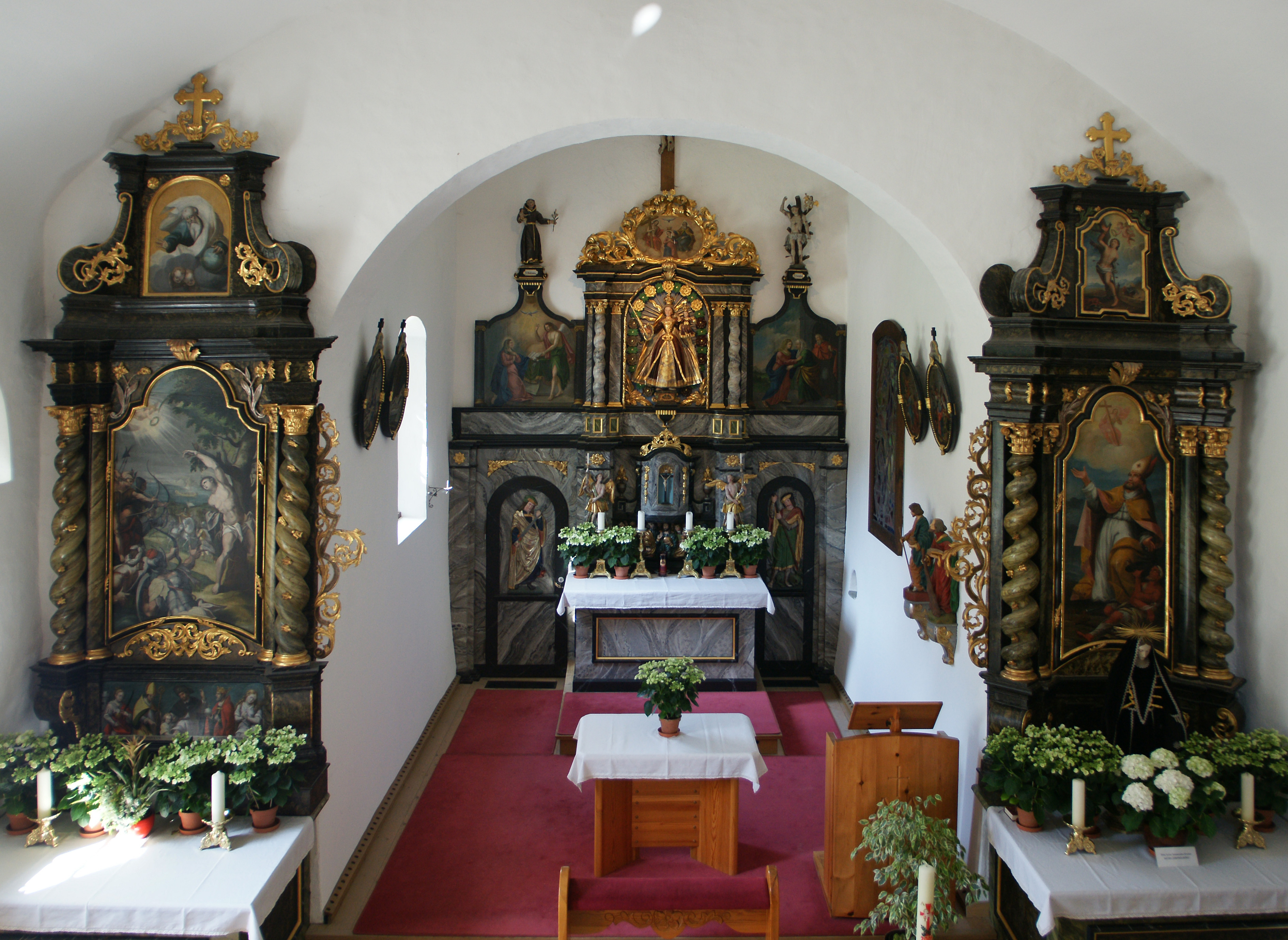
Interieur

De kapel werd in 1697 vergroot en in 1722 ontstond het huidige kerkschip met een galerij. Kerkschip, koor en sacristie liggen onder een gemeenschappelijk zadeldak. De achthoekige, uivormige klokkentoren bevindt zich boven de sacristie.

## Altaren
Boven het hoogaltaar met een opbouw, twee gedraaide zuilen en een hoog tabernakel bevindt zich een beeld van Maria met Kind uit circa 1700. Onder het tabernakel bevindt zich een reliëf van Christus met de twaalf apostelen uit het begin van de 16e eeuw. Het beeld links boven stelt de heilige Antonius voor, het beeld rechts boven Sint-Sebastiaan. Deze beelden stammen uit 1630. Op de deuren naar de sacristie zijn de reliëfs van de heilige Sebastiaan (links) en de heilige Joris (rechts) uit het begin van de 16e eeuw aangebracht. Boven de deuren bevinden zich twee schilderijen met een voorstelling van de Annunciatie (links) en Maria Visitatie (rechts).
De schilderijen van de beide zijaltaren stellen het martelaarschap van Sint-Sebastiaan (links) en Sint-Martinus (rechts) voor.